# Emanuel Dítě
Emanuel Dítě (25. prosince 1819 Slaný – 9. října 1872 Praha) byl český malíř a fotograf.

## Život
Do roku 1859 byl malířem portrétních miniatur ve Slaném a v Praze. Roku 1860 ohlásil fotografickou živnost. Podle novinové inzerce v letech 1860-1861 spojil svůj fotoateliér s kreslířem a litografem Františkem Chalupou. Jako fotograf působil postupně na Starém Městě v Perlové ulici čp. 365/I (1862) a na Novém Městě V jámě čp. 637/II.
Po jeho smrti vedla ateliér v letech 1872–1874 manželka Marie.

### Rodinný život
Dne 7. května 1846 se v Praze oženil s třiadvacetiletou Marií Myslivečkovou. Manželé Dítětovi měli dva syny a tři dcery (jedna dcera předčasně zemřela). Starší syn Dominik (1846–??) byl malíř a fotograf, mladší Syn Emanuel malíř a pedagog Uměleckoprůmyslové školy.

## Dílo
Dovedně koloroval fotografické vizitky. Nejznámější je jeho soubor kolorovaných fotografií, zachycujících kostýmované osobnosti při oslavách třístého výročí narození Williama Shakespeara roku 1864.

## Galerie

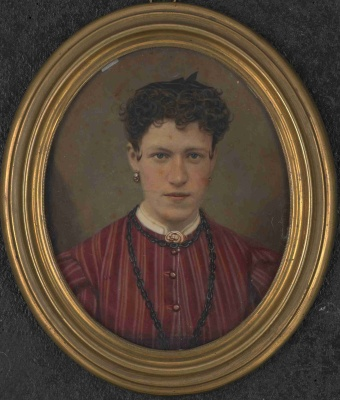
Emanuel Dítě - Portrét dámy (1867)
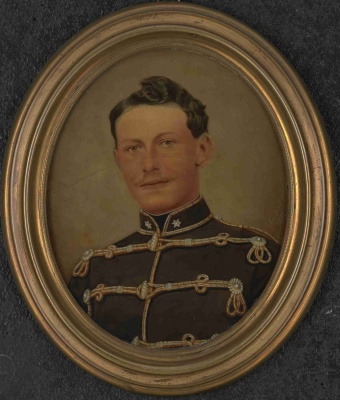
Emanuel Dítě ml.- Portrét muže (1867)
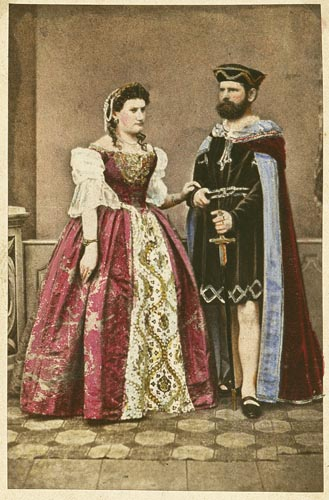
Kostýmované osobnosti Shakespearovských oslav (1864)
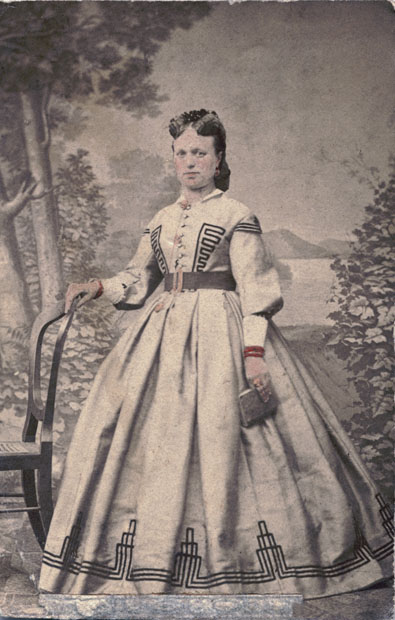
Neznámá dáma, (kol.1865)